# Trichophysetis acutangulalis
Trichophysetis acutangulalis là một loài bướm đêm trong họ Crambidae.